# 六叔丁氧基二钼
六叔丁氧基二钼是钼(III)形成的配位化合物，化学式为C24H54Mo2O6。它是一种橙色固体，对空气敏感，可用于制备其它有机钼化合物。钼的d3中心形成Mo≡Mo三键。它可由三氯化钼四氢呋喃配合物的复分解反应制得：
2 MoCl3(thf)3  +  6 LiOBu-t  →  Mo2(OBu-t)6  +  6 LiCl  +  6 thf
它和相应的钨(W2)配合物相似，具有乙烷几何构型。分子中金属-金属键的键长为233 pm。